# Žvahlav

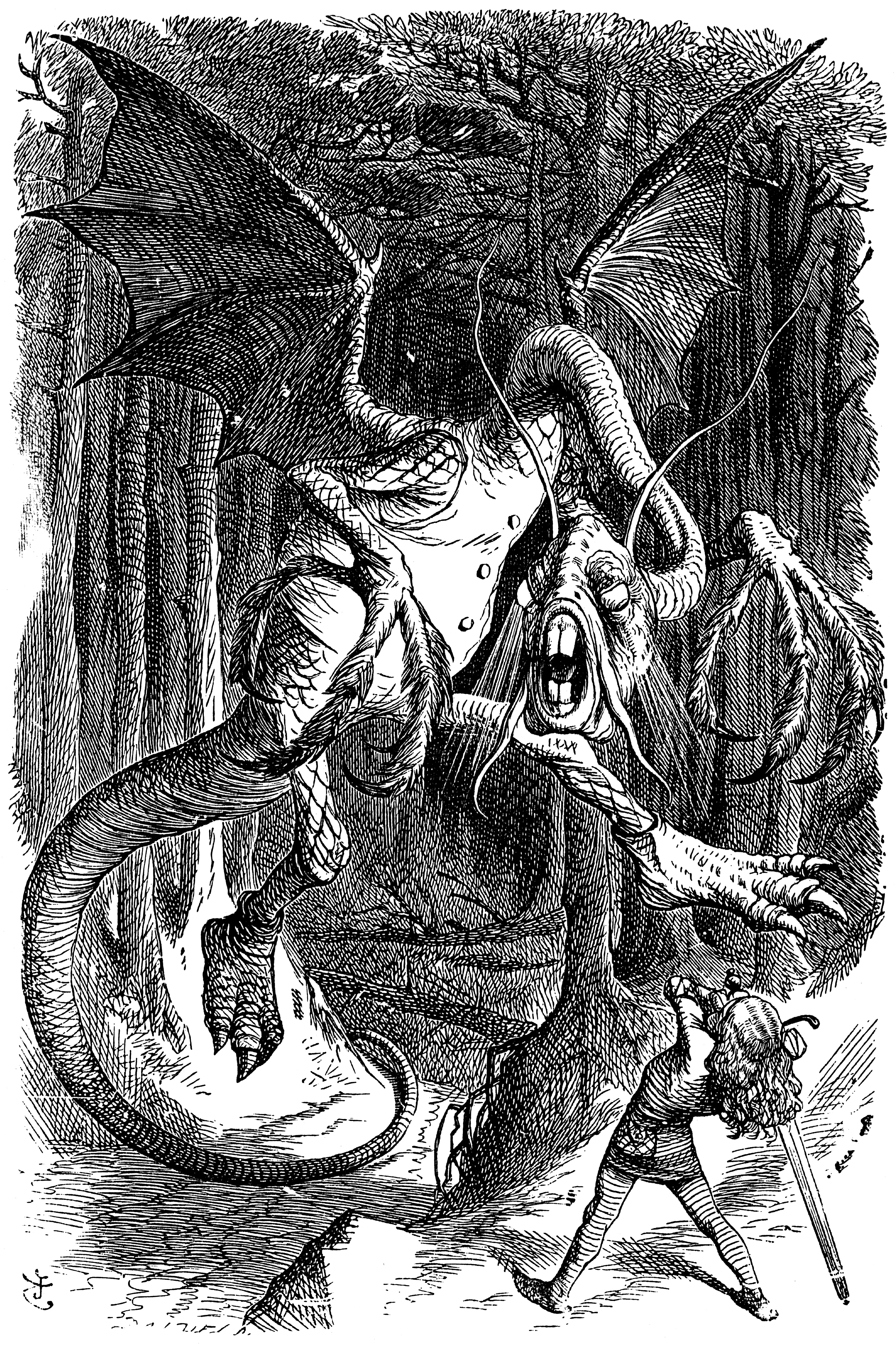
Žvahlav na původní ilustraci Johna Tenniela

Žvahlav, v dalších českých překladech Tlachapoud, Hromoplkie nebo Žvaňhalí (v originále Jabberwocky) je nesmyslná (nonsensová) báseň, kterou Lewis Carroll vydal v knize Za zrcadlem a co tam Alenka našla. Je všeobecně považována za jednu z nejlepších nesmyslných básní v angličtině.

## Úryvek z básně
Vzhledem k tomu, jak je tato báseň komplikovaná, je obtížné ji přeložit do jiných jazyků. Kvůli tomu byla do mnoha jazyků přeložena velmi volně a byla také překládána opakovaně. Překlady obvykle nerozlišují nadpis (Jabberwocky = Hromoplkie) od tvora v básni (Jabberwock = Hromoplk). Pro porovnání následují první dvě ze sedmi slok v anglickém originále a v pěti českých překladech. Autorem prvního z nich je Jaroslav Císař (30. léta 20. století; jedná se o upravenou podobu, v první verzi Císař používal přítomný čas); autorem druhého jsou Aloys a Hana Skoumalovi a pochází z 60. let, třetí z počátku 21. století (Václav Z. J. Pinkava), čtvrtá z roku 2015 (Petr Staníček), a pátá též z roku 2015 v překladu Heleny Čížkové.
| Jabberwocky 'Twas brillig, and the slithy toves Did gyre and gimble in the wabe; All mimsy were the borogoves, And the mome raths outgrabe. 'Beware the Jabberwock, my son! The jaws that bite, the claws that catch! Beware the Jubjub bird, and shun The frumious Bandersnatch!' | Žvahlav Bylo smažno, lepě svihlí tlové se batoumali v dálnici, chrudošní byli borolové, na mamné krsy žárnící. „Ó synu, střez se Žvahlava, má zuby, drápy přeostré; střez se i Ptáka Neklava, zuřmící Bodostre!“ | Tlachapoud Je svačvečer. Lysperní jezeleni se vírně vrtáčejí v mokřavě. Vetchaří hadroušci jsou roztruchleni a selvy syští tesknoskuhravě. „Střez se, střez Tlachapouda, milý synu, má tlamu zubatou a ostrý dráp. Pták Zloškrv už se těší na hostinu, vzteklitě číhá na tě Pentlochňap.“ | Hromoplkie Jasřilo; poplaslizná tklova kruťcupila se v trámavě: průvratná byla bokřavova, můrnící hledavě. „Hromoplka se synu střež! Čelistí chňapných drápů šmika! Klepklep-péřatce dravce, též Supteřva plundrožvyka!“ | Žvaňhalí Je pečas, sližní jezrové Vrotují čile obžity; Vši chabruční jsou čuprové, Zní zdomných pňourů pčíkřiky. „Žvaňhala boj se, synu můj! Těch zubů, drápů přeostrých! Ptáka Ďobďoba se vyvaruj, A spárů zuřných Zlapových!“ | Plkodlakiáda Peklilo, kluzní slizevci v dloubaží vrtmo krtili. Cuchtouši byli přepetcí a kvikve skřeptily. „Plkodlaka se, synku, střez! Má zuby drásné, spárný dráp! Brkavce boj se! Strachotřes budívá šmikochňap!“ |

V slovenštině existuje z minulosti její překlad pod názvem Taradúr.

## Smysl básně
Začátek básně je v knize vysvětlen, když Alenka potkává postavu zvanou Valihrach (Humpty Dumpty). Ten se chlubí, že umí vysvětlit všechny básně, které kdy byly napsané, a dokonce i některé, co napsané nebyly. „Tlachapoud“ (v orig. Jabberwocky od slovesa jabber – tlachat, žvanit, brebentit) je popsán jako nebezpečné zvíře. „Svačvečer“ (v orig. brillig – doba, kdy se peče – broil – maso k večeři) je denní doba mezi svačinou a večeří, „lysperný“ (v originále slithy – patrně od slimy, slizký a lithe, čilý) je něco mezi „lysý“ a „čiperný“ atd.